# کوون هیوک
کوون هیوک (انگلیسی: Kwon Hyuk؛ زادهٔ ۶ نوامبر ۱۹۸۳) بازیکن بیس‌بال اهل کره جنوبی است.
وی در مسابقات کشوری و بین‌المللی در مجموع برندهٔ ۱ مدال طلا شده‌است.